# Désiré-Maurice Ferrary
Désiré-Maurice Ferrary (8 de agosto de 1852-24 de noviembre de 1904) fue un escultor francés, Premio de Roma en escultura en 1882.

## Datos biográficos
Nacido en Embrun el 8 de agosto del año 1852, donde su padre era propietario rentista, la familia era originaria de la provincia de Como, en Italia y había echado raíces en el Hautes-Alpes: su tío, Bartolomé, era el diputado Amédée Ferrary.
Sus padres, que se trasladaron a París, después de haber darse cuenta de la pasión por el arte y sobre todo por la escultura de su hijo, le permitieron realizar el examen de ingreso a la Escuela Nacional de Bellas Artes de París. Allí fue alumno de Jules Cavelier. 
En 1875, presentó en la exposición de la Sociedad de Artistas Franceses, una estatua de yeso titulada "Narciso" y luego en 1878, "Charmer", que fue galardonada con una mención de honor, fue admitido como el miembro del Salón de Artistas Franceses.
Él es regularmente presente en todos los Salones siguientes y su talento es reconoce por lo que en 1881 obtuvo con otras tres estatuas, el encargo de decorar la parte frontal de la sede del Credit Lyonnais. 
En 1882 fue galardonado con el primer Gran Premio de Roma en escultura con la obra titulada "San Sebastián atravesado por flechas" (en francés:Saint Sébastien percé de flèches),
Durante 1882 trabajó en las esculturas que decoran la fachada del edificio del Crédito Lionés de París. La fachada del bulevar de los Italianos está adornada con cuatro cariátides, símbolos de las horas del día, que enmarcan el reloj del pabellón central. Para esta obra trabajó junto a los escultores Henri Lombard, Edouard Pépin y Antonin Carlès.
En 1883 viaja hasta Roma, donde es recibido por Louis-Nicolas Cabat, director de la Academia de Francia en Villa Médici. Allí permaneció hasta 1886, lo que no impidió que siguiese enviando trabajos a París. Allí se dedicó al modelado y la talla, copiando esculturas clásicas de la antigüedad.
Entre 1889 y 1899 tomó parte en diferentes salones y toma parte activa en la Feria Mundial de 1900, donde conoció un gran éxito con las cinco obras presentadas, entre ellas las esculturas policromas de Salambó y Leda y el cisne: fue coronado también con una medalla de oro.
En julio de 1891, fue elevado al rango de Caballero de la Legión de Honor y, en diciembre de 1901, fue nombrado profesor de modelado en la Ecole des Beaux-Arts.
Murió, tras una corta enfermedad, el 24 de noviembre de 1904 en París, en el distrito 17, a los 52 años de edad. Su funeral se llevó a cabo en la iglesia de Neuilly-sur-Seine, comuna en la que residió, en el Boulevard Bineau. 

## Obras

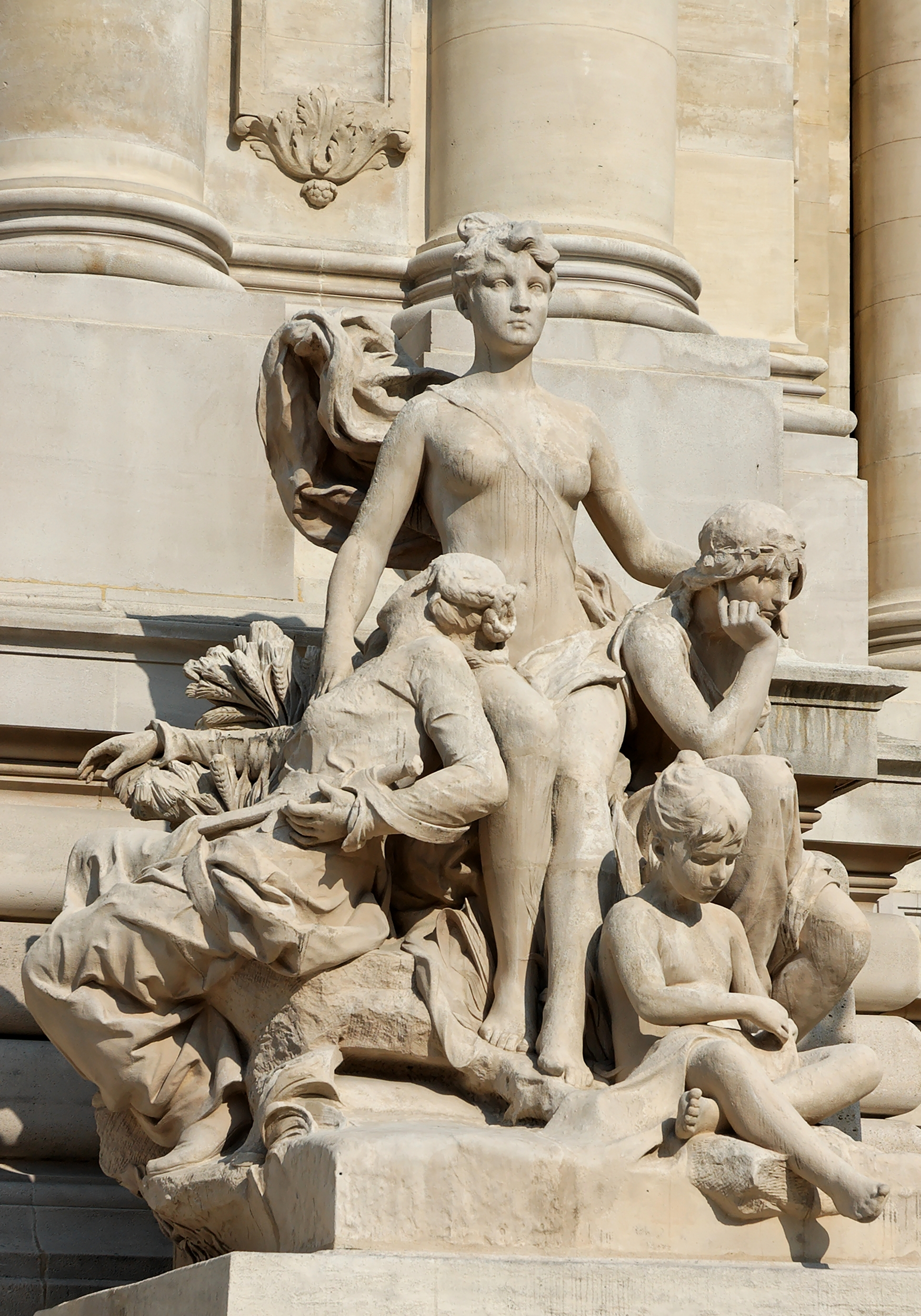
Grupo de Sena y sus afluentes, decorando la fachada del Petit Palais de París

Entre las mejores y más conocidas obras de Désiré-Maurice Ferrary se incluyen las siguientes:
- Hombre combatiendo una mangosta[5]

en francés: Homme combattant une mangouste, bronce ()
- Decoración de la fachada del edificio del Crédito Lionés de París. 1882

 48°52′17.21″N 2°20′10.16″E / 48.8714472, 2.3361556
- Grupo de Sena y sus afluentes, junto a las escaleras, a la derecha de la puerta principal del Petit Palais de París.[6] (imagen (enlace roto disponible en Internet Archive; véase el historial, la primera versión y la última).)

 48°51′57″N 2°18′51″E / 48.86583, 2.31417
- Leda y el cisne, 1898. Escultura policroma. Bronce, mármol blanco y ónice verde. Conservada en la Galería de Arte Lady Lever de los Museos Nacionales de Liverpool[7]  53°21′20″N 2°59′57″O / 53.35556, -2.99917; Presente en la Exposición Universal de París (1900).

- Salammbo, realizada en 1899. Escultura policroma. Bronce, mármol blanco y piedra roja. Presente en la Exposición Universal de París 1900. Conservada en la Galería de Arte Lady Lever de los Museos Nacionales de Liverpool[8]

 53°21′20″N 2°59′57″O / 53.35556, -2.99917 (imagen )
- Escultura de San Juan Bautista, en el ayuntamiento de Neuilly-sur-Seine[9]

 48°53′5″N 2°16′10″E / 48.88472, 2.26944

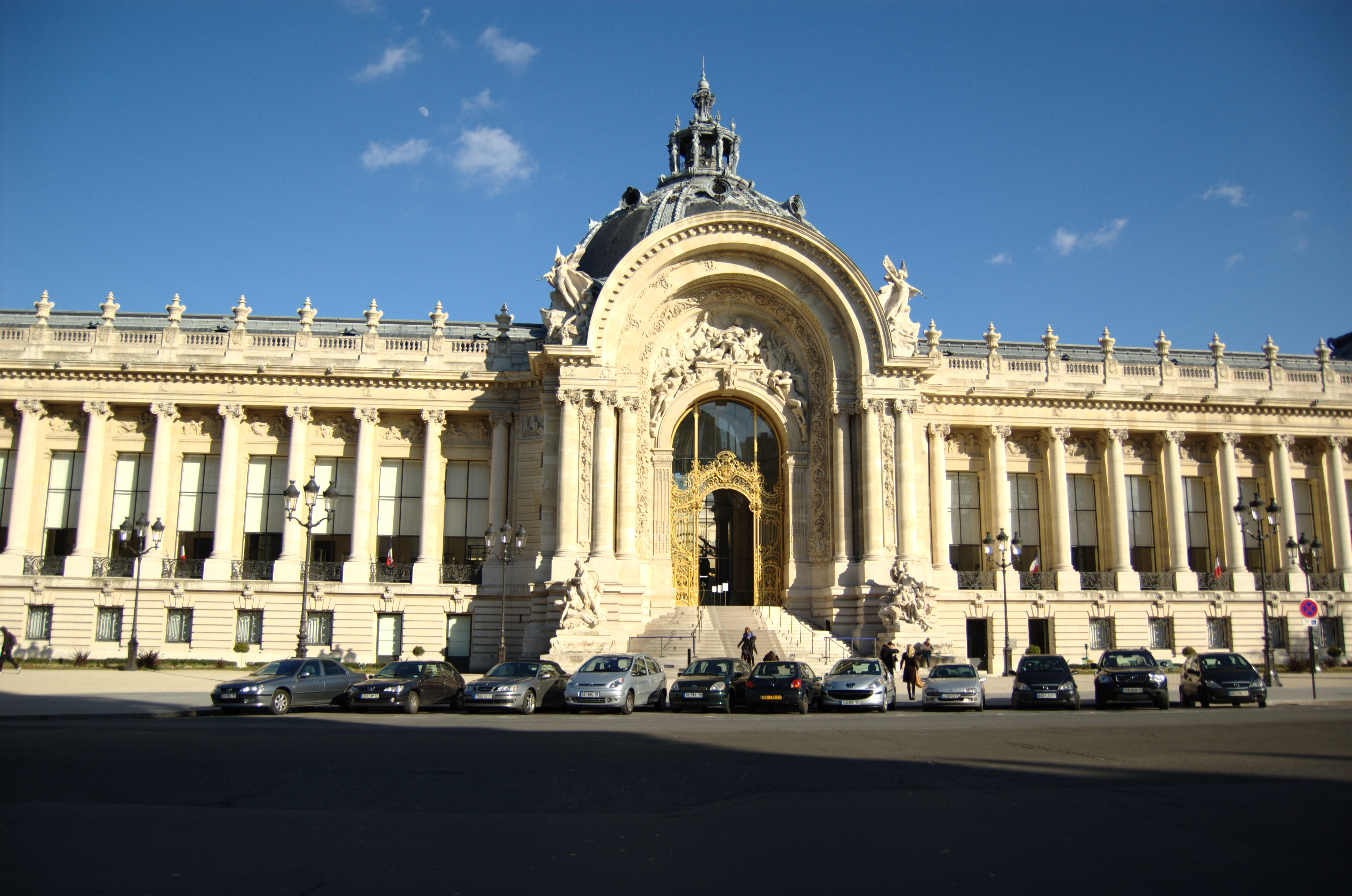
Vista general del Petit Palais
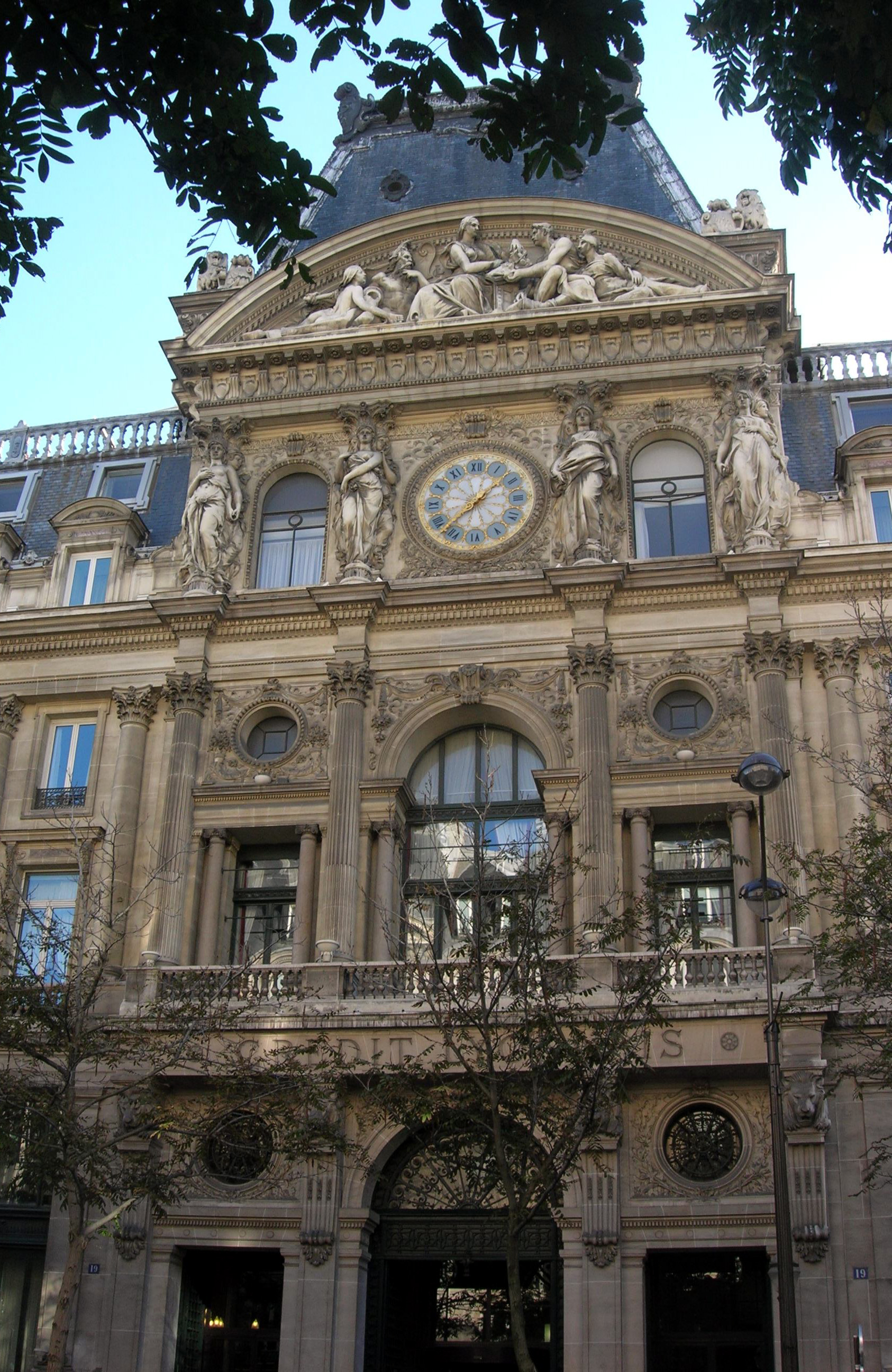
Fachada del edificio del Crédito Lionés, adornado con cariátides.